# El Kennar Nouchfi
El Kennar Nouchfi est une commune de la wilaya de Jijel en Algérie.

## Géographie

### Situation
Le territoire de la commune d'El Kennar Nouchfi se situe au nord de la wilaya de Jijel.
| Mer Méditerranée | Mer Méditerranée  | Sidi Abdelaziz     |
| Chekfa           | El Kennar Nouchfi | Sidi Abdelaziz     |
| Chekfa           | Bordj Tahar       | Djemaa Beni Habibi |

### Localités de la commune
La commune d'El Kennar Nouchfi est composée de dix-huit localités :
- Faza
- Aïmet
- Amridj
- Beni Hamza
- Bouazzoun
- Boutouil
- El CHORTA Nouchfi
- El M'Zaïr
- Ezrara
- Debbouche
- Ghedir
- Hafir
- Kassir
- Mehdi
- Leghdir
- Ras Arssa
- Tassmemet
- Taghsselt
- Zenkal

## Histoire

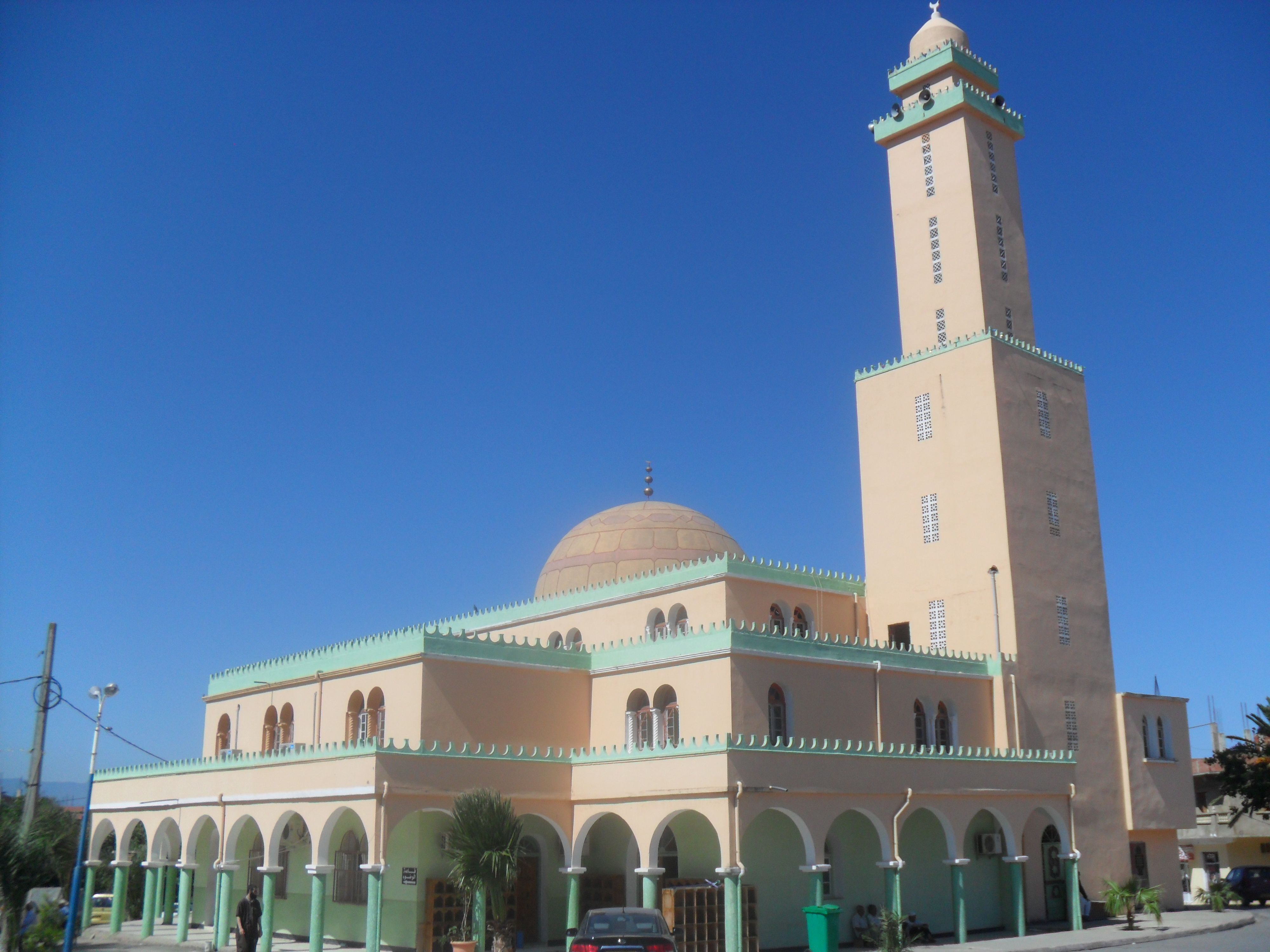
La Mosquée d'El kanner

## Économie
La majorité de la population sont des agriculteurs. Il y a quelques années, le tourisme a commencé à prendre part dans l'économie de cette commune[réf. souhaitée].